# 루윈슈
루윈슈(중국어 간체자: 卢云秀, 정체자: 盧雲秀, 병음: Lú Yúnxiù, 한자음: 노운수, 1996년 9월 6일~)는 중화인민공화국의 요트 선수로 주 종목은 윈드서핑이다. 2020년 하계 올림픽에서 여자 RS:X 부문 금메달을 획득했다.